# Palmahim
Palmahim és una excavació de Palestina on es va trobar un serekh del rei predinàstic conegut com a Doble Falcó. A part d'això, no s'hi han trobat materials egipcis.